# Cosmos: Possible Worlds
Cosmos: Mundos Possíveis é um documentário científico americano que estreou em 9 de março de 2020 na National Geographic. A série é uma continuação da série de televisão Cosmos: A Spacetime Odyssey de 2014, que seguiu a série Cosmos: A Personal Voyage original apresentada por Carl Sagan na PBS em 1980. A série é apresentada pelo astrofísico Neil deGrasse Tyson, escrita, dirigida e produção executiva de Ann Druyan e Brannon Braga, com outros produtores executivos sendo Seth MacFarlane e Jason Clark. A série consiste em 13 episódios que foram transmitidos ao longo de sete semanas. A série está programada para ter uma estreia na televisão pela Fox em 22 de setembro de 2020. Braga explica que em "'Mundos Possíveis' se referem a planetas muito, muito distantes, mas também ... o futuro como um mundo possível."

## Desenvolvimento e produção
Em 13 de janeiro de 2018, foi anunciado que outra temporada intitulada Cosmos: Possible Worlds iria estrear em 2019 nos canais Fox e National Geographic, com apresentação de Neil deGrasse Tyson e produção executiva de Ann Druyan, Seth MacFarlane, Brannon Braga e Jason Clark. As partes do estúdio foram filmadas no Santa Fe Studios com planos de locações no noroeste do Pacífico, Europa e Ásia.
Esta sequência de 13 episódios foi programada para estrear em 3 de março de 2019, na Fox, e no dia seguinte na National Geographic. No entanto, de dezembro de 2018 a fevereiro de 2019, deGrasse Tyson tornou-se objeto de acusações de assédio sexual. Tanto a National Geographic quanto a Fox declararam que investigariam essas alegações e adiaram indefinidamente a estreia de Cosmos em 15 de fevereiro de 2019. A National Geographic e a Fox concluíram sua investigação e inocentaram Tyson das alegações até 15 de março de 2019, e afirmaram que o Cosmos seria retomado em algum momento.
A série estreou no início de março de 2020 nos Estados Unidos no National Geographic Channel e foi programada para ir ao ar na Fox depois, assim como em 172 outros países.

Druyan espera que a série seja inspiradora, com forte ênfase em um futuro promissor, e ela espera que a série ajude a corrigir a retórica e as políticas anticiência. Druyan também afirmou que, devido aos eventos atuais, ela foi motivada "por um maior senso de urgência" ao escrever a nova série em comparação com a série anterior. Sobre uma linha que ela escreveu para o episódio 1: "Nosso navio da imaginação é impulsionado por motores gêmeos de ceticismo e admiração", disse Druyan:
Estou muito orgulhoso dessa linha, porque esse é o ponto. Você não precisa ter um às custas do outro ... uma medida igual de ambos sempre. Para mim, ciência e ceticismo foram os meios de ter as maiores experiências espirituais da minha vida. E cada um deles tratava de ter um senso um pouco mais profundo do romance de estar vivo no Cosmos e da beleza da natureza. O universo que a ciência revela é muito mais incrível do que nossos ancestrais poderiam ter previsto, porque eles nunca tinham visto a cortina de escuridão descascada ... e realmente viram a vastidão e começaram a saber algo de quão gree tudo é. "
O tom da série foi descrito como otimista. DeGrasse Tyson disse que a série é "uma visão muito esperançosa do que podemos fazer se formos iluminados o suficiente." Druyan expressou a esperança de que "Se começarmos a ouvir o que os cientistas estão nos dizendo, poderemos sair dessa confusão horrível que criamos para nós mesmos." Druyan foi premiada com o National Geographic Further Award do 2020 Sun Valley Film Festival por seu trabalho em Cosmos.

## Elenco
- Seth MacFarlane como Presidente dos Estados Unidos Harry S. Truman[4]
- Patrick Stewart como astrônomo William Herschel[1]
- Viggo Mortensen como geneticista vegetal soviético Nikolai Vavilov[1][4]
- Judd Hirsch como J. Robert Oppenheimer, o pai da bomba atômica[4]
- Sasha Sagan (filha de Ann Druyan e Carl Sagan) como Rachel Gruber Sagan, mãe de Carl Sagan[1][4]

## Episódios
| Episódio Nº | Título                                     | Dirigido por  | Escritor por                                                                                           | Estreia original    | Código de produção | Audiência |
| --- | ------------------------------------------ | ------------- | --- | ------------------- | ------------------ | --------- |
| 1 | "Ladder to the Stars"                      | Brannon Braga | Ann Druyan                                                                                             | 9 de março de 2020  | YNF201             | 0.535     |
| Uma aventura que abrange bilhões de anos na evolução da vida e da consciência. Uma visita a um laboratório de 100.000 anos. A história da mudança de estilo de vida que alterou radicalmente a existência humana e a vida do herege que encontrou deus no livro da natureza, abrindo nosso caminho para as estrelas. |                                            |               | |                     |                    |           |
| 2 | "The Fleeting Grace of the Habitable Zone" | Ann Druyan    | Ann Druyan e Brannon Braga                                                                             | 9 de março de 2020  | YNF211             | 0.364     |
| Não há refúgio contra mudanças no cosmos. Chegará um momento na vida do Sol em que a Terra não será mais um lar para nós. A história de nossos ancestrais que enfrentaram um desafio comparável e uma visão de longo prazo de nosso futuro em outros mundos. |                                            |               | |                     |                    |           |
| 3 | "Lost City of Life"                        | Brannon Braga | Ann Druyan e Brannon Braga                                                                             | 16 de março de 2020 | YNF203             | 0.421     |
| Uma nova visão da gênese no fundo do mar vermelho de sangue da Terra infantil. E a história do homem que encontrou as primeiras pistas para o início da vida em uma joia verde. Enquanto buscava a origem da vida, ele arriscou a sua própria, ousando brincar com seus algozes nazistas. |                                            |               | |                     |                    |           |
| 4 | "Vavilov"                                  | Ann Druyan    | Ann Druyan e Brannon Braga                                                                             | 16 de março de 2020 | YNF204             | 0.444     |
| Na primeira metade do século XX, o geneticista pioneiro Nikolai Vavilov viajou por 5 continentes reunindo um tesouro de sementes do mundo. Ele sonhou que a ciência poderia ser o meio para acabar com a fome. Sua recusa em contar uma mentira científica custou-lhe a vida. O heroísmo de seus colegas e seu impacto direto em sua vida é uma das histórias mais emocionantes da história da ciência.                     |                                            |               | |                     |                    |           |
| 5 | "The Cosmic Connectome"                    | Ann Druyan    | Ann Druyan e Brannon Braga                                                                             | 23 de março de 2020 | YNF205             | 0.356     |
| Uma viagem de descoberta através da evolução da consciência com paradas na Grécia antiga, uma visita à maior forma de vida na Terra, no sonho pungente de um órfão abandonado que abriu o caminho para nossa compreensão da arquitetura do pensamento e além, para uma visão de uma rede galáctica de pensamento. |                                            |               | |                     |                    |           |
| 6 | "The Man of a Trillion Worlds"             | Ann Druyan    | Ann Druyan e Brannon Braga & André Bormanis                                                            | 23 de março de 2020 | YNF206             | 0.401     |
| Uma criança está deitada no tapete de um cortiço sonhando com aventuras interestelares. No alvorecer da era espacial, a carreira de um jovem Carl Sagan é forjada no confronto de seus mentores, dois titãs científicos. Sagan continua realizando seus sonhos de infância, para levar adiante suas pesquisas e comunicar seu significado para o mundo inteiro.                                                             |                                            |               | |                     |                    |           |
| 7 | "The Search for Intelligent Life on Earth" | Brannon Braga | Ann Druyan e Brannon Braga                                                                             | 30 de março de 2020 | YNF207             | 0.457     |
| Uma revelação da rede subterrânea oculta que é uma colaboração de quatro reinos da vida e uma verdadeira história de primeiro contato entre humanos e seres que se comunicam em uma linguagem simbólica e têm mantido uma democracia representativa por muitas dezenas de milhões de anos. |                                            |               | |                     |                    |           |
| 8 | "The Sacrifice of Cassini"                 | Ann Druyan    | Ann Druyan e Brannon Braga                                                                             | 30 de março de 2020 | YNF208             | 0.520     |
| A misteriosa história não contada do cientista que descobriu como ir à Lua enquanto lutava por sua vida em uma trincheira da Primeira Guerra Mundial. Ele escreveu uma carta cinquenta anos no futuro. Tornou a missão Apollo possível. E a saga da longa odisseia de vinte anos de um explorador robótico condenado a cometer suicídio em outro mundo.                                                                     |                                            |               | |                     |                    |           |
| 9 | "Magic Without Lies"                       | Brannon Braga | Ann Druyan e Brannon Braga                                                                             | 6 de abril de 2020  | YNF209             | 0.384     |
| No reino contra-intuitivo da mecânica quântica, a luz pode ser duas coisas contraditórias e, de alguma forma - ninguém sabe como - um observador invisível pode alterar a natureza da realidade. O homem que tropeçou neste buraco na realidade e na revolução tecnológica ainda em desenvolvimento que ela tornou possível.                                                                                                |                                            |               | |                     |                    |           |
| 10 | "A Tale of Two Atoms"                      | Brannon Braga | Ann Druyan e Brannon Braga Baseado na história de: Carl Sagan, Ann Druyan e Steven Soter               | 6 de abril de 2020  | YNF210             | 0.407     |
| Dois átomos de diferentes partes do universo se encontram em um pequeno planeta. Como um abraço mortal entre ciência e estado alterou o destino do mundo, e um conto de advertência emocionante de outros que se acostumaram a viver na sombra de grave perigo até que matou a todos, exceto um. |                                            |               | |                     |                    |           |
| 11 | "Shadows of Forgotten Ancestors"           | Brannon Braga | Ann Druyan e Brannon Braga Inspirado por "Shadows of Forgotten Ancestors" por: Carl Sagan e Ann Druyan | 13 de abril de 2020 | YNF202             | 0.390     |
| Desde o nascimento do diabo na antiga Pérsia, onde um cão de família amado se torna uma besta fervente, até uma história marcante de santidade entre macacos macacos, uma exploração do potencial humano para a mudança. Ele conclui com a história de como um dos maiores monstros da história foi transformado em uma de suas luzes brilhantes.                                                                           |                                            |               | |                     |                    |           |
| 12 | "Coming of Age in the Anthropocene"        | Ann Druyan    | Ann Druyan e Brannon Braga                                                                             | 13 de abril de 2020 | YNF212             | 0.375     |
| Em que tipo de mundo uma criança nascida em 2020 pode esperar crescer? E quando começou nossa queda para a destruição ambiental em todo o planeta? O mundo possível que aguarda a nossa menina aos 20 anos: um mundo obscurecido por nossa recusa em enfrentar os desafios reais e crescentes que enfrentamos, mas concluindo com uma mensagem de esperança.                                                                |                                            |               | |                     |                    |           |
| 13 | "Seven Wonders of the New World"           | Brannon Braga | Ann Druyan                                                                                             | 20 de abril de 2020 | YNF213             | ASD       |
| Os jovens Carl Sagan e Neil Tyson descobriram sua paixão pela ciência nas feiras mundiais de NY do passado. Visitamos os deslumbrantes pavilhões da Feira Mundial de 2039 em NY, onde problemas que atualmente consideramos intratáveis foram resolvidos de maneira plausível por meio do compromisso público e da imaginação científica. E nosso bebê é uma mulher agora, com um bebê e um futuro cheio de possibilidades. |                                            |               | |                     |                    |           |

## Livro
Druyan escreveu um livro complementar à série lançado em fevereiro de 2020. Como foi o caso com o livro Cosmos original, ele é dividido em treze capítulos, a maioria com títulos após os episódios, com uma pequena diferença na ordem de execução.

## Possível sequência
Quando questionada se ela estava planejeo outra temporada de Cosmos, Druyan disse: "Eu tenho muito que pensar na quarta temporada e sei o que será. E até conheço algumas das histórias que quero contar nela."